# Ruleville
Ruleville är en ort i Sunflower County i Mississippi. Vid 2020 års folkräkning hade Ruleville 2 642 invånare.